# 이한서
이한서(2009년 2월 24일 ~ )는 대한민국의 배우이다.

## 학력
- 천안초등학교 (졸업)
- 천안북중학교 (졸업)
- 복자여자고등학교(재학예정)

## 출연 작품

### 드라마
- 2014년 MBC 《전설의 마녀》 - 남별 역
- 2015년 SBS 《돌아온 황금복》 - 오평강 역
- 2015년 SBS 《육룡이 나르샤》 - 언년 역
- 2015년 네이버TV 《도전에 반하다》 (웹 드라마) - 설이 역
- 2015년 MBC 《내일도 승리》 - 나자두 (서자두) 역
- 2016년 MBC 《최고의 연인》 - 어린 한아름 역 (강민경 아역)
- 2016년 MBC 《불어라 미풍아》 - 강유진 역
- 2016년 KBS 2TV 《공항 가는 길》 - 어린 박효은 역 (김환희 아역)
- 2016년 TvN 《쓸쓸하고 찬란하神 - 도깨비》 - 서점에서 지은탁에게 책을 건네는 여자 아이 역
- 2017년 KBS 2TV 《쌈 마이웨이》 - 어린 최애라 역 (김지원 아역)
- 2017년 KBS 2TV 《최고의 한방》 - 이말숙 역
- 2017년 TvN 《크리미널 마인드》 - 황윤아 역 (특별 출연)
- 2017년 MBC 《20세기 소년소녀》
- 2017년 MBC 《로봇이 아니야》 - 조동현 역
- 2018년 SBS 《착한마녀전》 - 봉초롱 역
- 2018년 MBC 《붉은 달 푸른 해》 - 소라 역
- 2019년 SBS 《수상한 장모》 - 이마음 역
- 2019년 KBS 2TV 《KBS 드라마 스페셜 - 집우집주》 - 어린 조수아 역 (이주영 아역)
- 2019년 JTBC 《초콜릿》 - 예솔 역
- 2022년 MBC 《지금부터, 쇼타임!》 - 남상군의 딸 역

### 영화
- 2018년 《궁합》 - 어린 송화 역 (심은경 아역)
- 2018년 《레슬러》 - 지영 역
- 2018년 《속닥속닥》 - 최 회장 딸 역
- 2020년 《국제수사》 - 지윤 역

## 수상 및 후보
| 연도 | 시상식       | 부문               | 작품            | 결과 |
| ---- | ------------ | ------------------ | --------------- | ---- |
| 2017 | KBS 연기대상 | 여자 청소년 연기상 | 《쌈 마이웨이》 | 후보 |
| 2018 | SBS 연기대상 | 여자 청소년 연기상 | 《착한마녀전》  | 후보 |
| 2019 | SBS 연기대상 | 여자 청소년 연기상 | 《수상한 장모》 | 후보 |